# Cahercommaun
Cahercommaun (en irlandais : Cathair Chomáin) est un fort circulaire (ringfort) situé dans la région du Burren à l'ouest de l'Irlande, classé monument national.